# Impedância térmica
Impedância térmica define a dificuldade que um sistema tem em trocar calor pelos diversas formas de intercâmbio de calor (condução, convecção e irradiação térmica) e leva em consideração a capacidade térmica da interface do sistema com o meio onde se encontra, que pode ser um contato térmico sólido-sólido, como uma junção (que conduzirá processo a ser dominado pela condução de calor), ou pode ser uma imersão num fluido (que conduzirá a ser dominado pela convecção) ou ainda no vácuo, onde só se estabelecerá a irradiação ou absorção de radiações térmicas).
É o análogo para a transferência de calor da impedância elétrica para a eletricidade.

## Definição física
A completa impedância térmica de um objeto ou dispositivo pode ser modelada pela combinaçção de dois elementos, a resistência térmica e a capacitância térmica.
A resistência térmica, Rt, quantifica a quantidade de uma dada taxa térmica para a transferência de calor. A definição geral da resistência para a taxa térmica, a qual inclui os três diferentes modos de dissipação térmica (condução, convecção e radiação), é a razão entre o aumento de temperatura acima da temperatura de referência e o fluxo de calor, e é dado pela equação:
{\displaystyle {\big .}R_{t}={\frac {\Delta T}{\Delta P}},\quad }
E
{\displaystyle {\big .}\Delta P={\frac {\Delta Q}{\Delta t}},\quad }
Onde: 
- {\displaystyle \Delta T}=variação de tempertaura
- {\displaystyle \Delta P}=potência dissipada
- {\displaystyle \Delta Q}=calor
- {\displaystyle \Delta t}=tempo

A capacitância térmica, Ct, é uma medida da capacidade de um corpo de acumular calor, similarmente a como um capacitor acumula carga elétrica. Para um dado elemento estrutural, Ct depende do calor específico, c, do volume V e da densidade d, de acordo com a relação:
{\displaystyle {\big .}C_{t}=c.d.V\quad }

## Em circuitos elétricos e eletrônicos
É uma grandeza muito importanto no cálculo de dissipação de calor (dissipadores) de circuitos elétricos e eletrônicos, e seu valor impedância térmica, normalmente representado por Zt, é obtido de curvas normalizadas presentes nos manuais de componentes destes circuitos, como por exemplo, os semicondutores de potência, quando é expressa em uma razão de temperatura dividido pela potência, por exemplo, em unidades de °C/W.
Diversamente da condutividade térmica, intrínseca ao material do qual é composto um componente de circuito, a impedância térmica pode ser variável com o tempo, pois depende, entre diversas variáveis, da viscosidade aquela temperatura do meio circundante, que altera a convecção. Como o componente do circuito pode variar sua temperatura no tempo, pode alterar a temperatura do meio circundante no tempo.
Para circuitos eletrônicos pode ser expressa fisicamente por:
{\displaystyle {\big .}Z_{t}={\frac {\Delta T}{P}},\quad }
Onde,
- {\displaystyle \Delta T} é a variação de temperatura.
- {\displaystyle P} é a potência térmica, que circula no componente e é transferida ao ambiente

O conceito de impedância térmica é muito importante quando o componente funciona com correntes impulsivas (correntes elétricas de grande intensidade e curta duração). A impedância térmica aumenta com o tempo de duração do pulso de corrente, pois o fator crucial é a capacidade térmica do componente.